# Theodor Winkelmann
Theodor Winkelmann (* 5. September 1945 in Waltrop) ist ein Brigadegeneral außer Dienst des Heeres der Bundeswehr und zuletzt von 2003 bis 2006 stellvertretender Befehlshaber im Wehrbereich III in Erfurt.

## Leben

### Ausbildung und erste Verwendungen
Nach dem Abitur 1966 trat Winkelmann im selben Jahr bei der Ausbildungskompanie 8/7 in Ahlen in die Bundeswehr ein und durchlief als Offizieranwärter die Offizierausbildung zum Offizier des Truppendienstes der Panzertruppe. Von 1970 bis 1972 war er Zugführer und dann S2-Offizier (Militärisches Nachrichtenwesen) im Panzerbataillon 110 in der Blücher-Kaserne Hemer. Von 1973 bis 1979 war er Kompaniechef der 5. Kompanie des Panzerbataillons 110 und der 2. Kompanie des Panzergrenadierbataillons 201.

### Dienst als Stabsoffizier
Von 1979 bis 1981 absolvierte Winkelmann im 22. Generalstabslehrgang Heer an der Führungsakademie der Bundeswehr in Hamburg die Ausbildung zum Offizier im Generalstabsdienst und war anschließend von 1981 bis 1983 G2 (Militärisches Nachrichtenwesen) der 7. Panzerdivision in Unna. Von 1983 bis 1986 war er G3 im Heereshauptverbindungsstab 1 in Fort Monroe, Hampton, Virginia, Vereinigten Staaten, bevor er 1986 Bataillonskommandeur des Panzergrenadierbataillons 22 in der Heinrich-der-Löwe-Kaserne in Braunschweig wurde. 1988 wechselte er als G3 zur 1. Panzerdivision in Hannover und wurde 1990 Referent im Referat IV 3 (Heeresstruktur) im Führungsstab des Heeres (Fü H) im Bundesministerium der Verteidigung (BMVg) auf der Hardthöhe in Bonn. Von 1991 bis 1993 war Winkelmann Chef des Stabes der 10. Panzerdivision in Sigmaringen und von 1993 bis 1998 Referatsleiter I 6 und I 3 (Führerausbildung) im Fü H im BMVg. 1996 nahm er am Kernseminar der Bundesakademie für Sicherheitspolitik teil. 1998 wurde er Referatsleiter I 4 (Ausbildungsunterstützung) im Fü H im BMVg. 2000 war er Lehrgangsteilnehmer am Royal College of Defence Studies in London im Vereinigten Königreich.

### Dienst als General
Von Dezember 2000 bis September 2001 war Winkelmann stellvertretender Befehlshaber und General für nationale und territoriale Aufgaben im Wehrbereich VII, das zu dieser Zeit mit der 13. Panzergrenadierdivision in Leipzig fusioniert war. Von Oktober 2001 bis März 2003 war er stellvertretender Befehlshaber und Chef des Stabes des Wehrbereichskommandos III und ab April 2003 stellvertretender Befehlshaber im Wehrbereich III in Erfurt. 2006 trat er in den Ruhestand.

## Privates
Winkelmann ist verheiratet und hat zwei Kinder.